# ロレンツォ・クアーリョ2世
ロレンツォ・クアーリョ（Lorenzo Quaglio the Younger、1793年12月19日 – 1869年3月15日）は北イタリアの芸術家の一族クアーリョ家の出身の画家で、ミュンヘンで生まれ、ミュンヘンで活動した。父親の叔父で、マンハイムなどで活動した建築家、画家のロレンツォ・クアーリョ(1730–1804)と区別するために、ロレンツォ・クアーリョ2世とか若いほうのロレンツォ・クアーリョと呼ばれる。風俗画を描いた。

## 略歴
ミュンヘンで生まれた。父親のジュゼッペ・クアーリョ(1747–1828) は現在のイタリア、コモ県のライーノの生まれで、17世紀初めの Giulio Quaglio the Elder (1610–1658)から始まるクアーリョ家の出身で、ミュンヘンなどで舞台芸術家などとして働き、1801年に宮廷建築家になった人物である。
ロレンツォ・クアーリョの兄弟のアンジェロ・クアーリョ(1784–1815)、ドメニコ・クアーリョ（1787-1837）、ジモン・クアーリョ (1795–1878)らも芸術家として知られている。
父親や兄から美術を学んだ後、ミュンヘン美術院で学んだ。1812年までバイエルン選帝侯の宮殿や、ミュンヘンの劇場の装飾の仕事をした。ホーエンシュヴァンガウ城の装飾も行った。
バイエルンやチロルの山地を旅し、村人の生活を描いた。版画作品も制作した。

## 作品

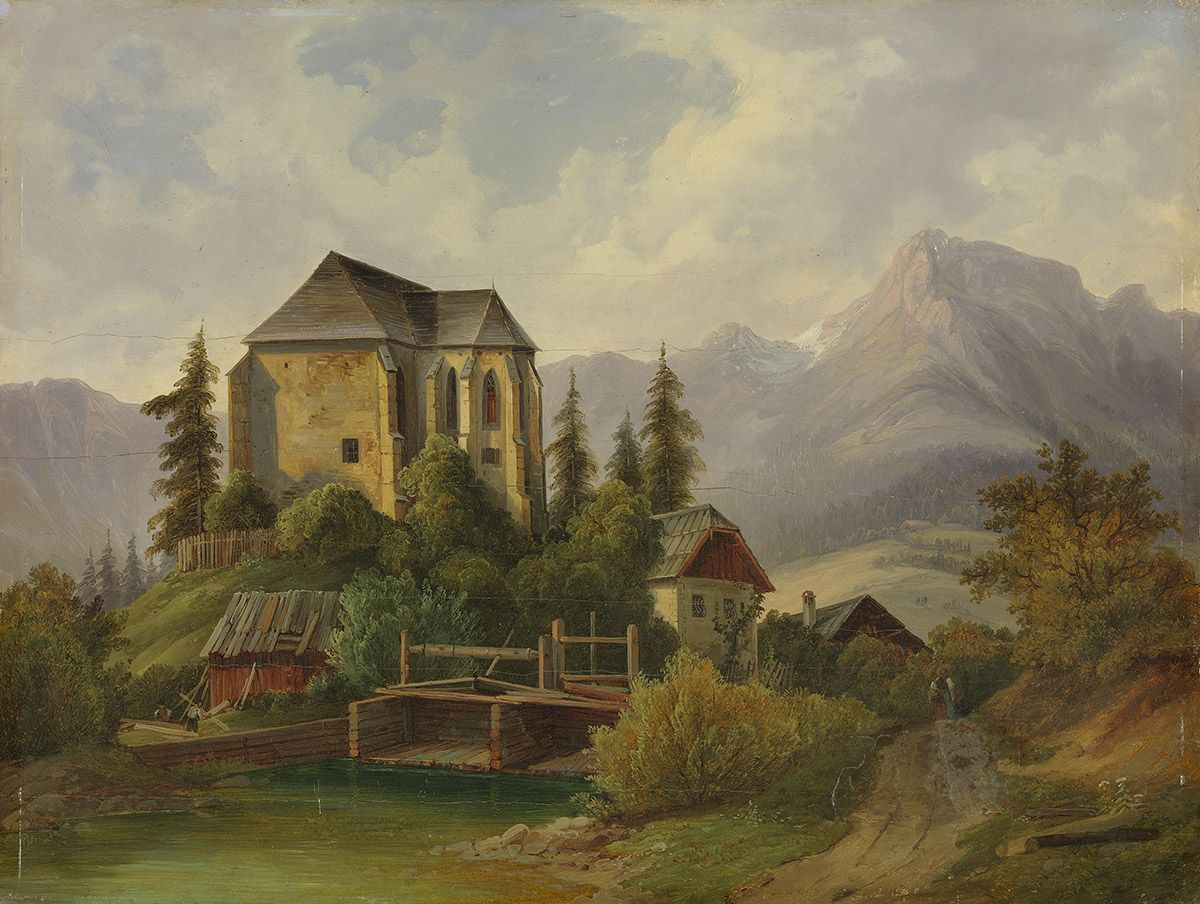
ゴシック様式の礼拝堂のある山の風景(1830年代)
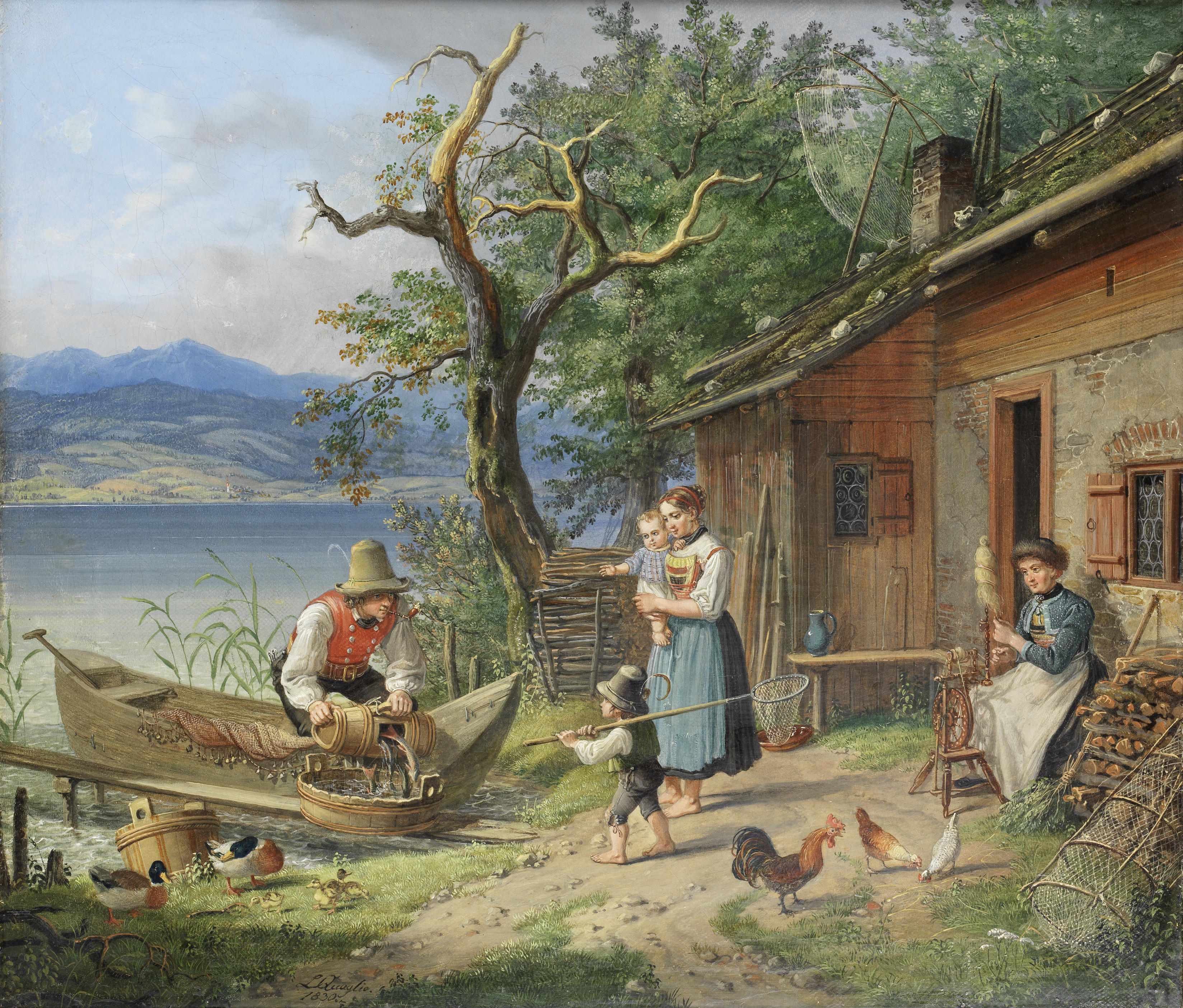
漁の獲物を移す男 (1830)
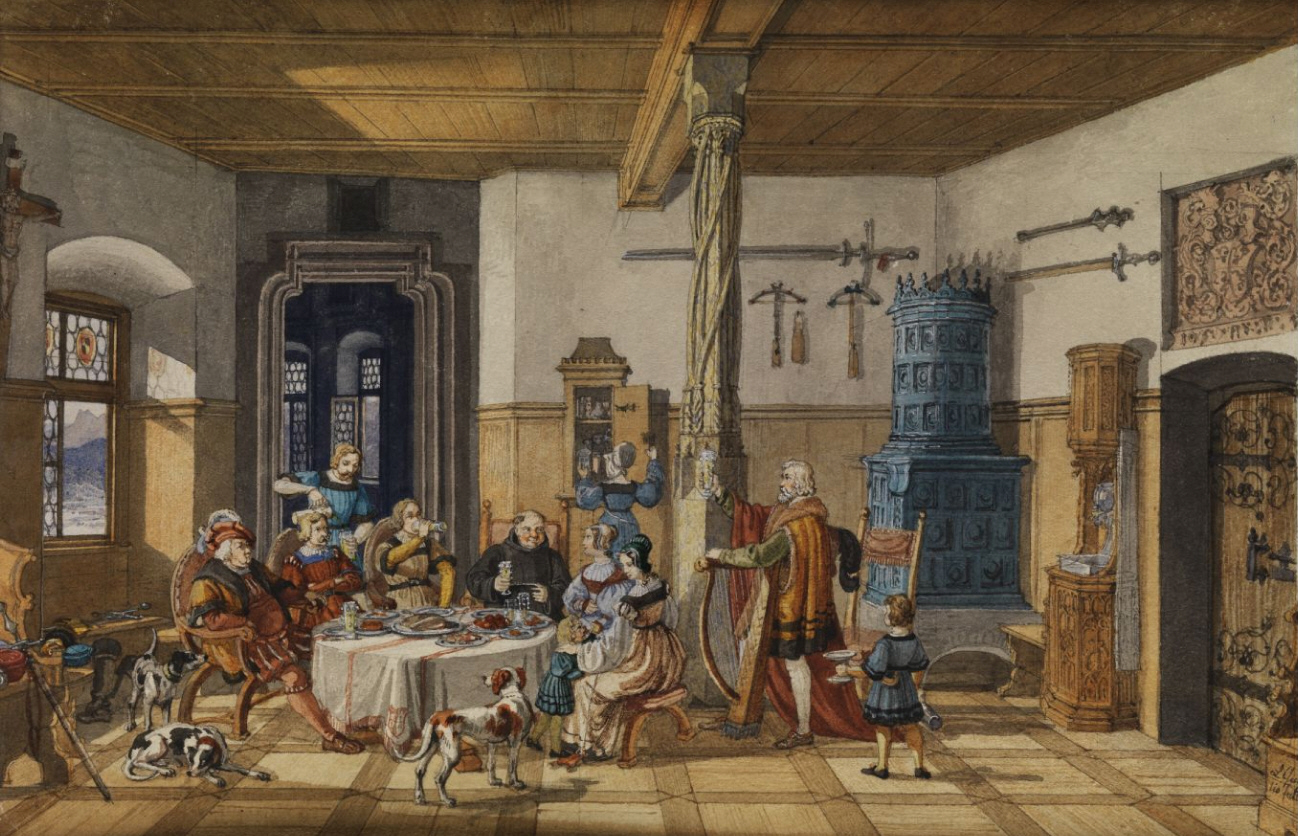
トラッツバーグ城の室内